# 紐頓

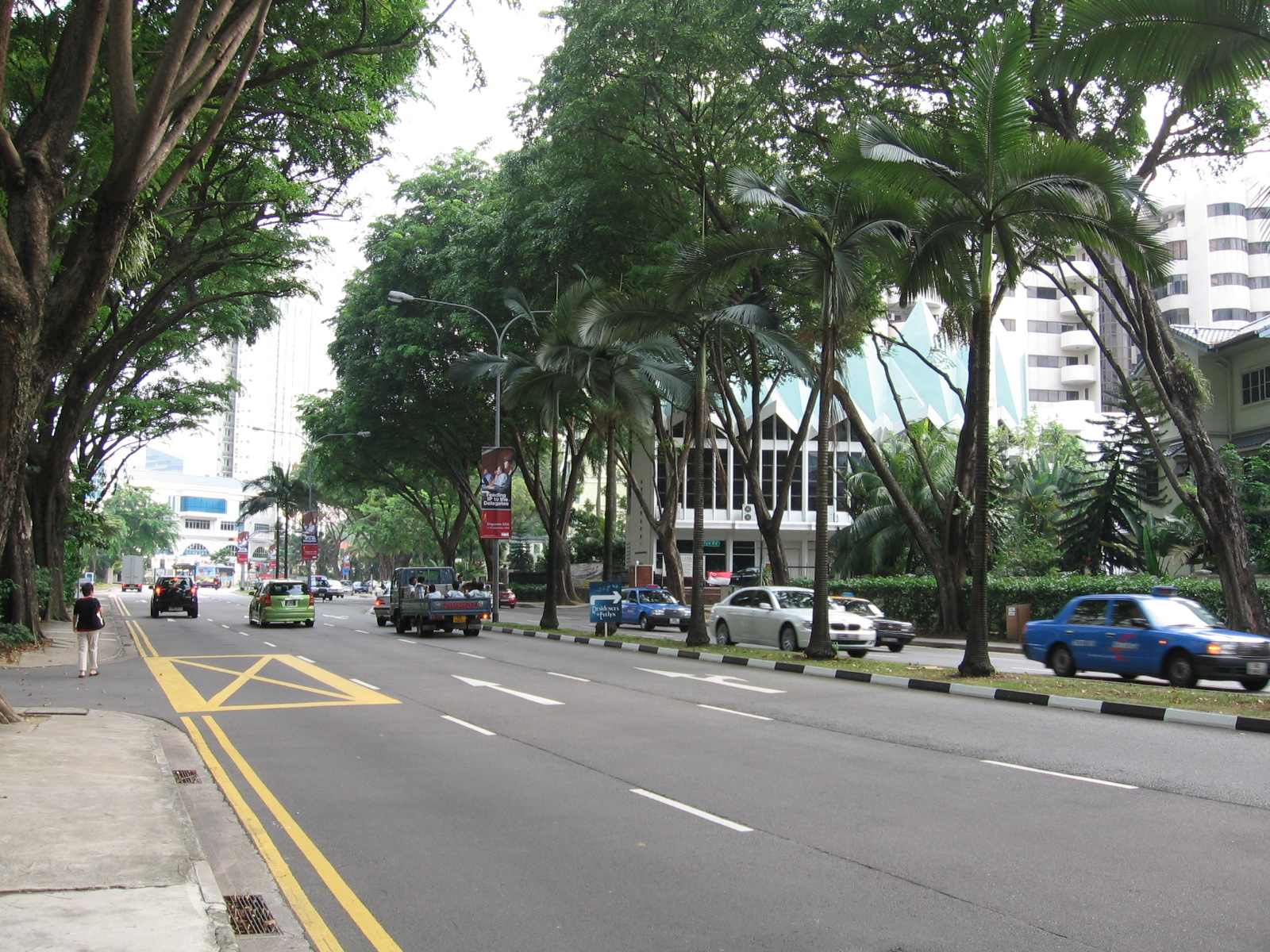
紐頓路

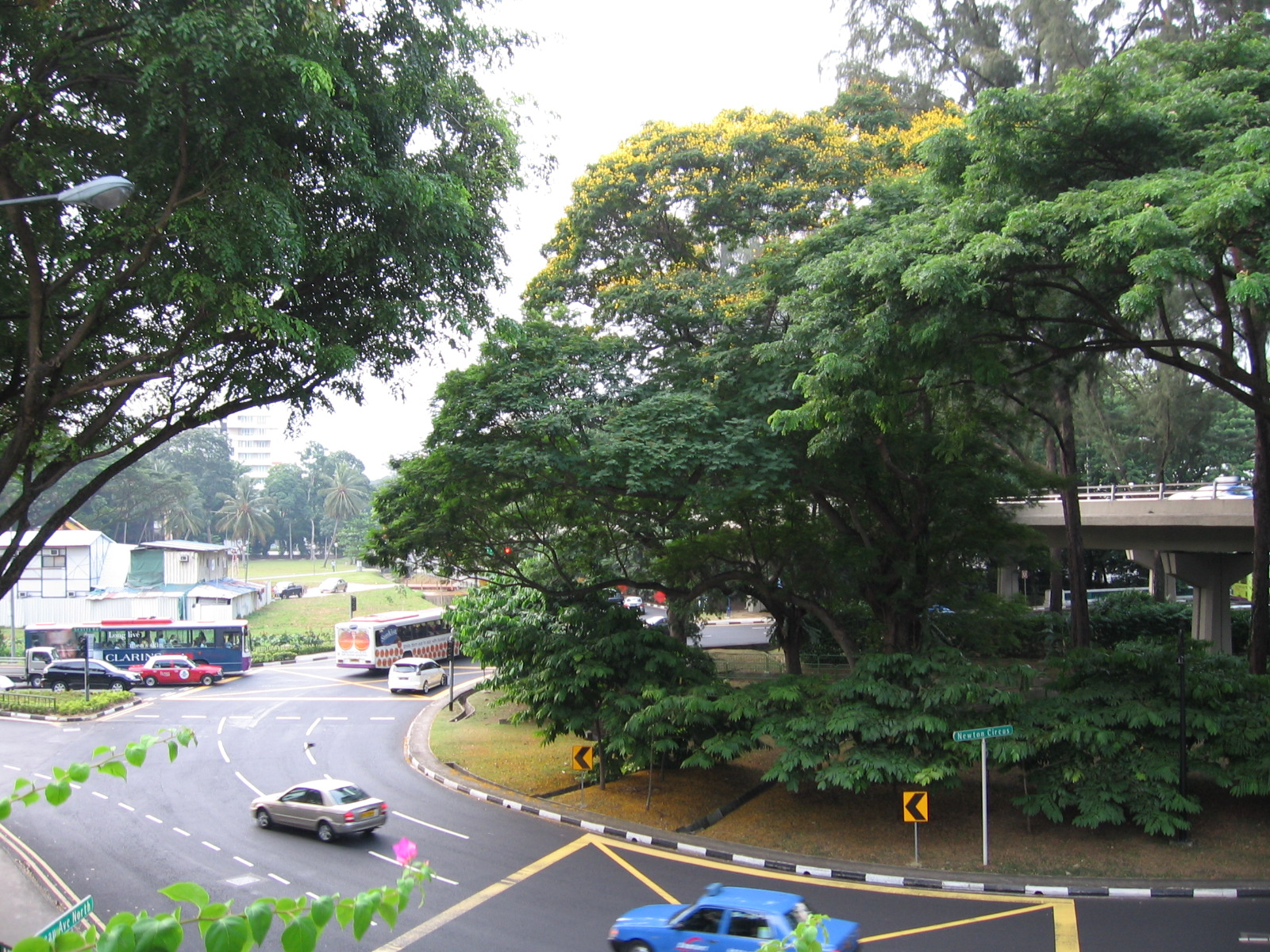
紐頓圓環

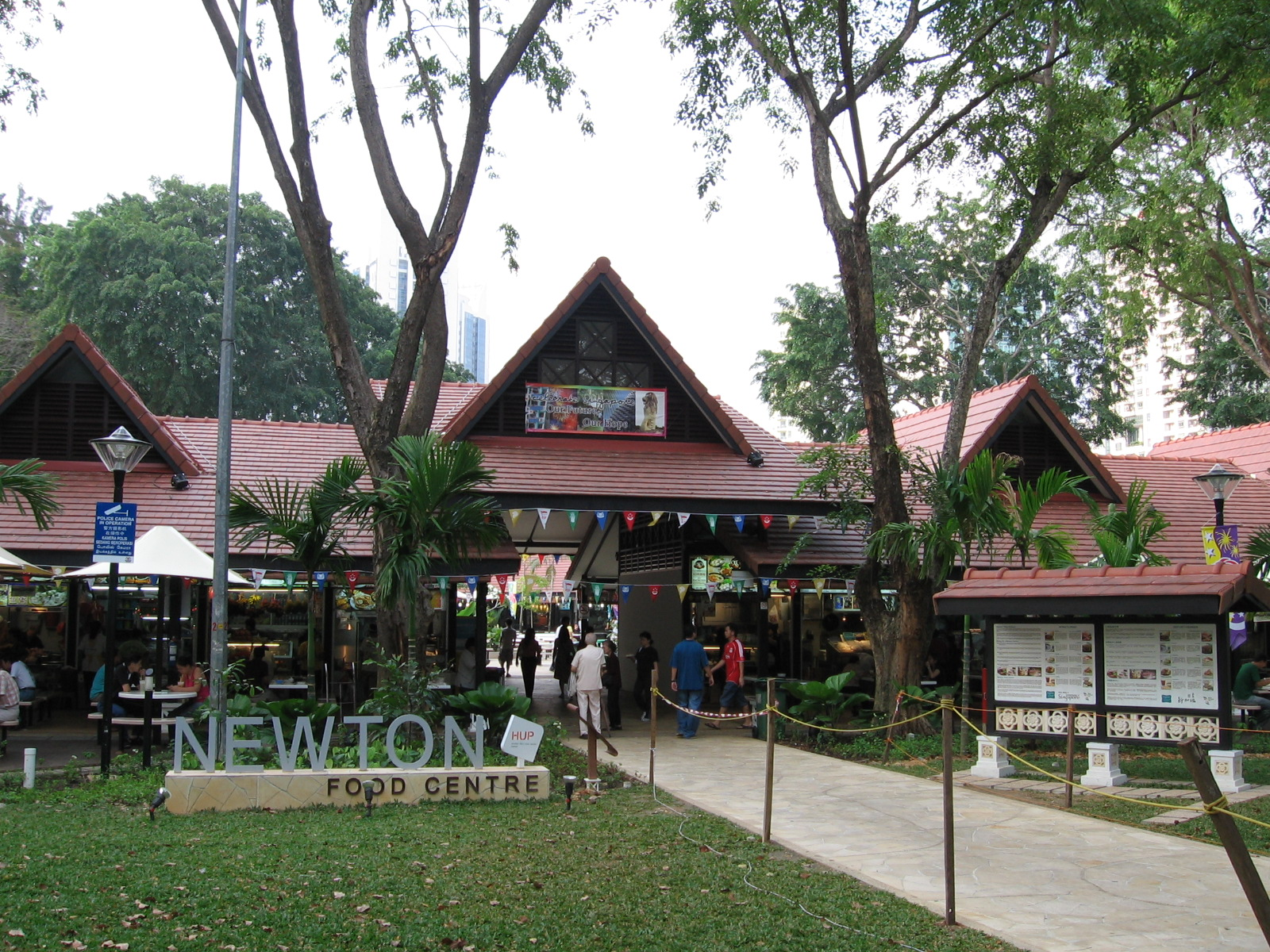
纽顿熟食中心（正門）

紐頓（英語：Newton）是新加坡中部的一個社區，位於武吉知马路以北、乌节路以南。該區的纽顿熟食中心是新加坡其中一個最主要的熟食中心，1971年开业，备受新加坡人与海外游客的喜爱。